# فهرست رؤسای هیئت داوران جشنواره کن
هر ساله، هیئت داوران جشنوارهٔ کن به ریاست یک چهرهٔ شناخته‌شدهٔ بین‌المللی سینما تشکیل می‌شود.
از سال ۱۹۶۰، تنها یک چهره دو بار به افتخار ریاست این هیئت دست یافته‌است: ژن مورو در ۱۹۷۵ و ۱۹۹۵. آخرین چهرهٔ غیرحرفه‌ای سینمایی‌ای که ریاست هیئت داوران را برعهده داشت نویسندهٔ آمریکایی ویلیام استیرن، در سال ۱۹۸۳، بود.
از ۱۹۸۷، انتخاب رسمی، هیئت داوران و رئیس جداگانه‌ای برای بخش دوربین طلایی دارد که بهترین فیلم حاضر در یکی از بخش‌های جشنوارهٔ کن (انتخاب رسمی، دو هفته کارگردانان، هفتهٔ منتقدان بین‌المللی) را انتخاب می‌کند. از ۱۹۶۸ هیئت داوران و رئیس هیئت داوران دیگری برای فیلم‌های بخش نوعی نگاه اضافه شده‌است.

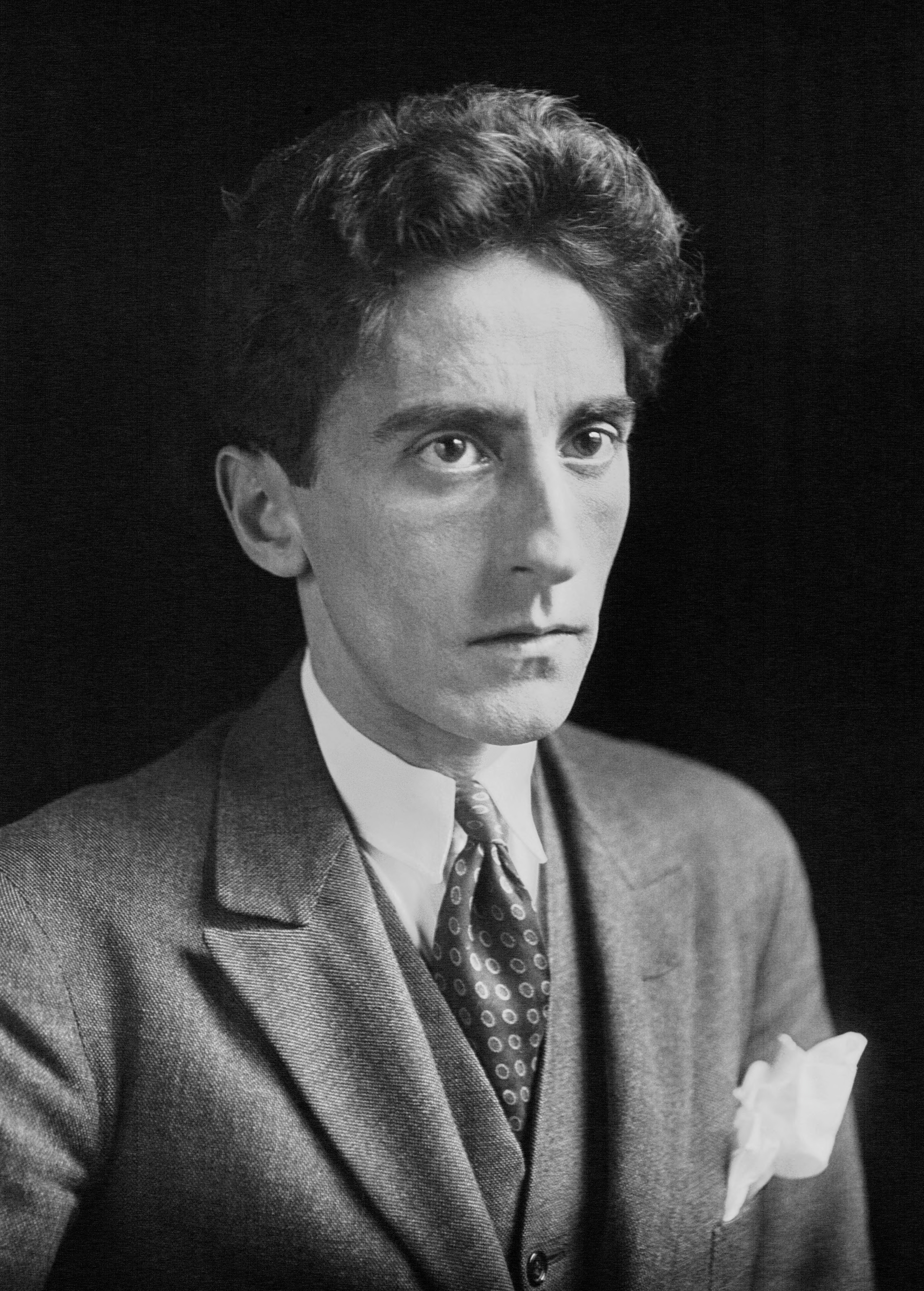
ژان کوکتو، رئیس هیئت داوران سال‌های ۱۹۵۳ و ۱۹۵۴

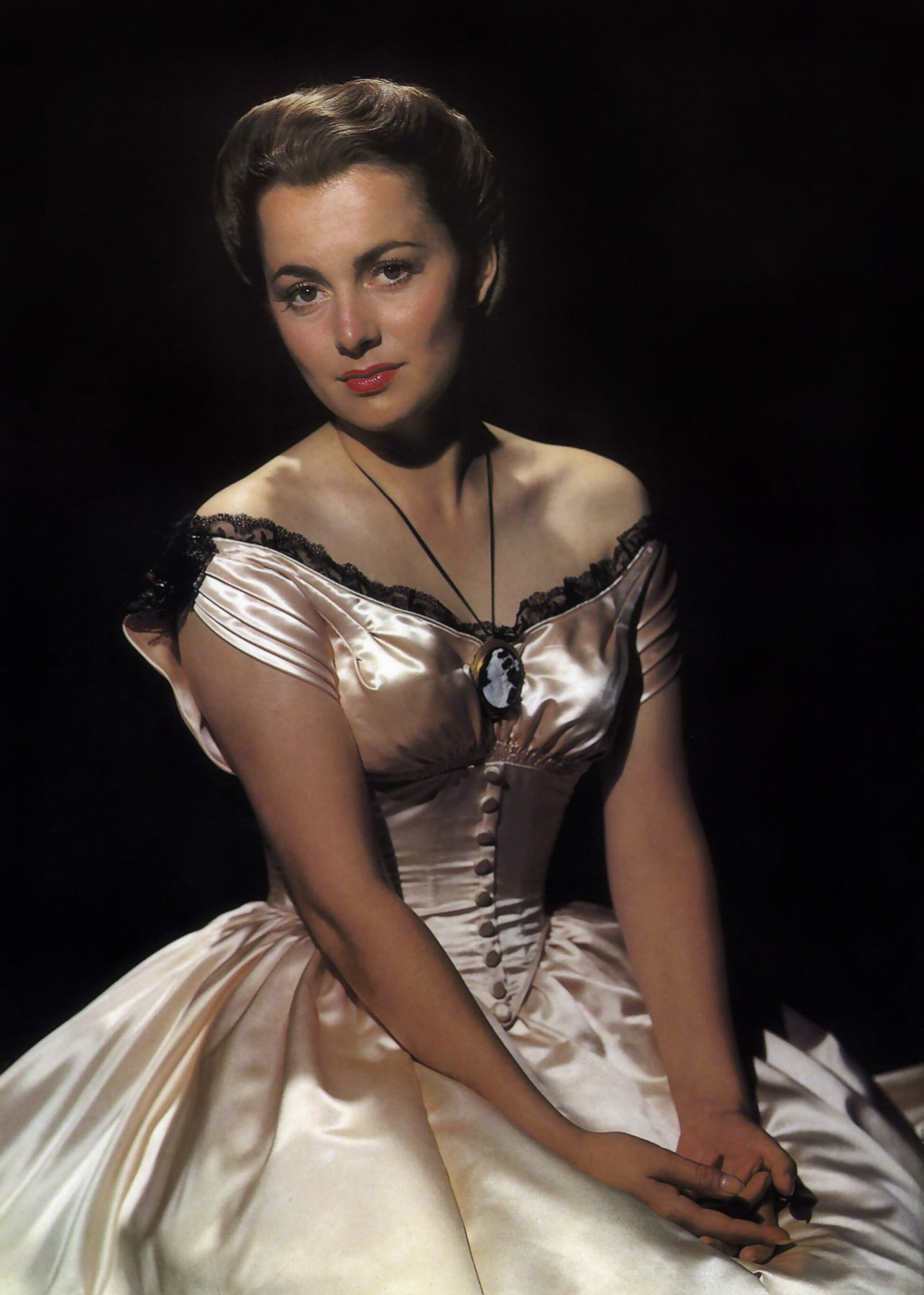
اولیویا دی هاویلند، رئیس هیئت داوران سال ۱۹۶۵

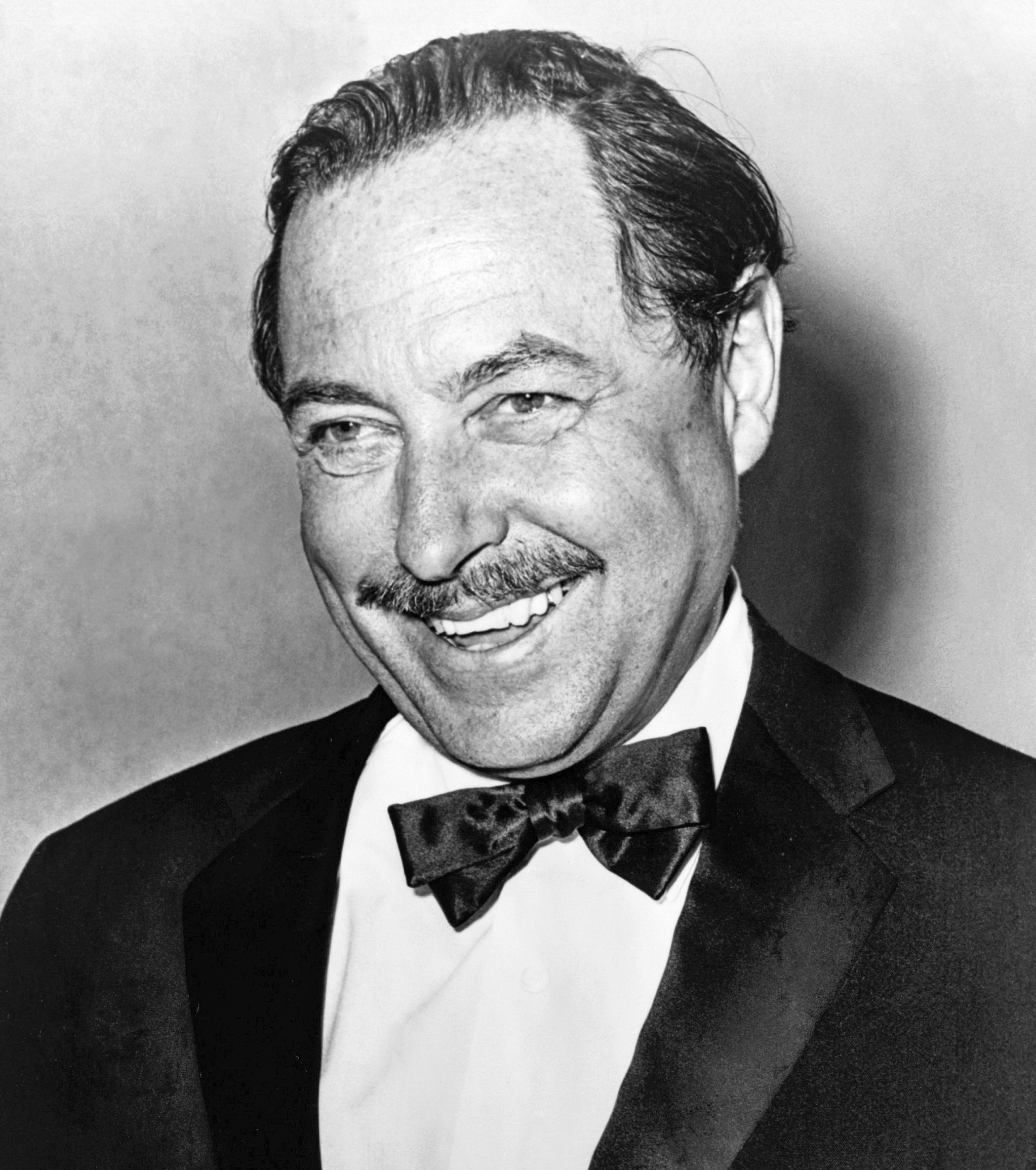
تنسی ویلیامز، رئیس هیئت داوران سال ۱۹۷۶

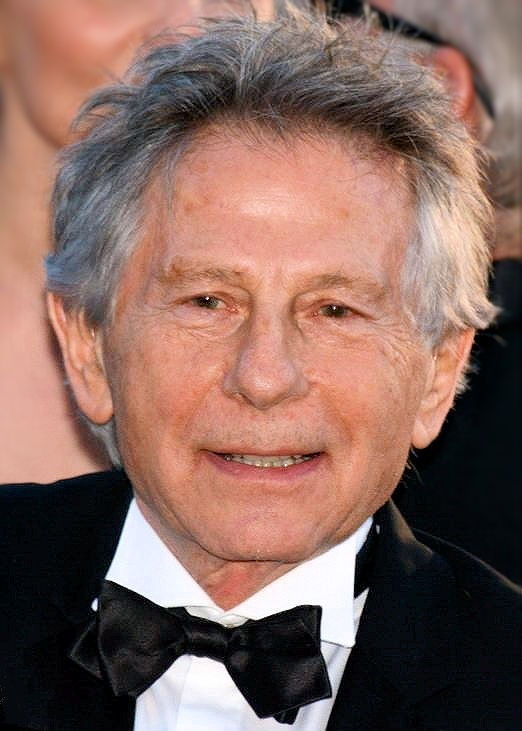
رومن پولانسکی، رئیس هیئت داوران سال ۱۹۹۱

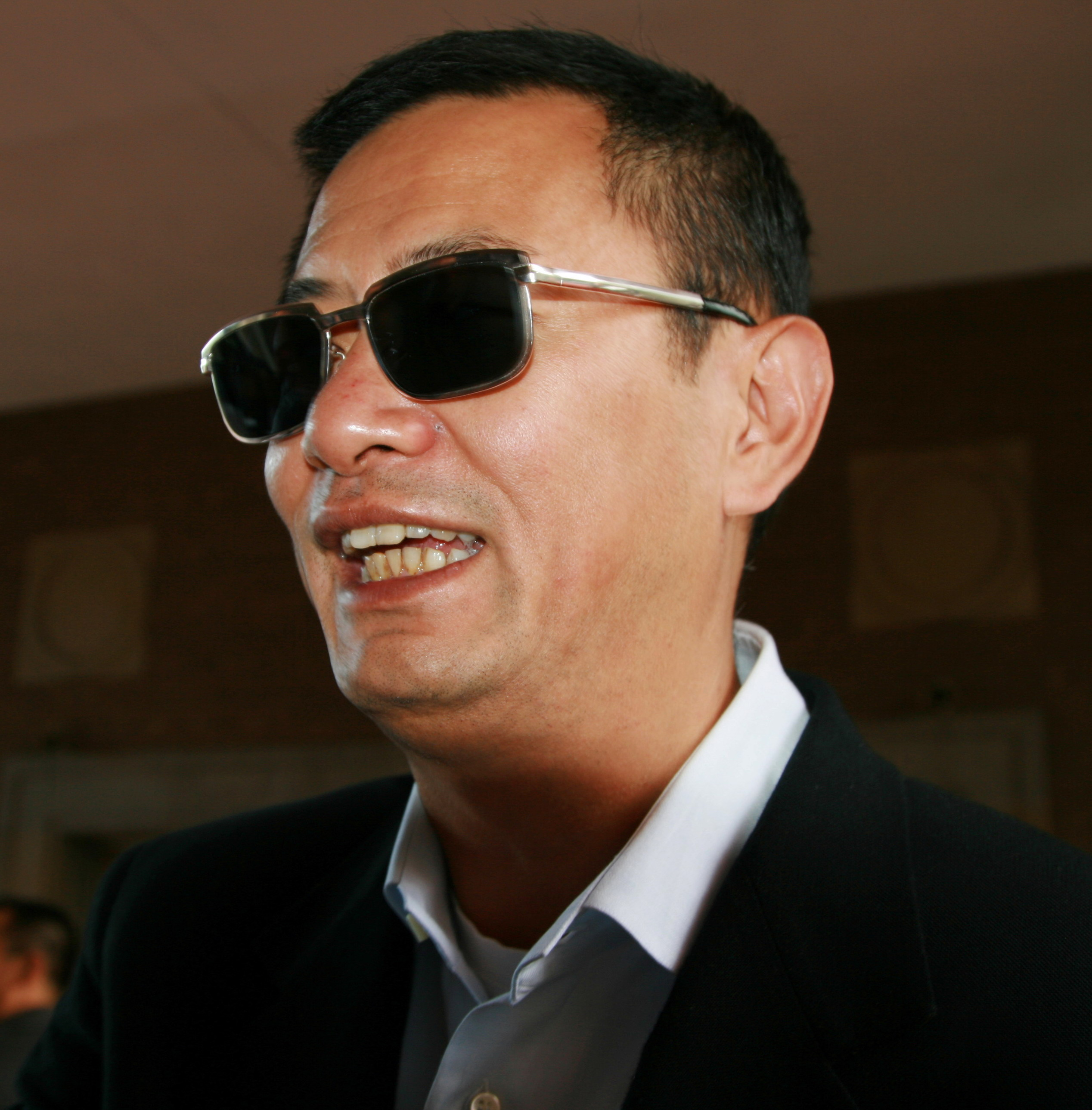
وونگ کار وای، رئیس هیئت داوران سال ۲۰۰۶

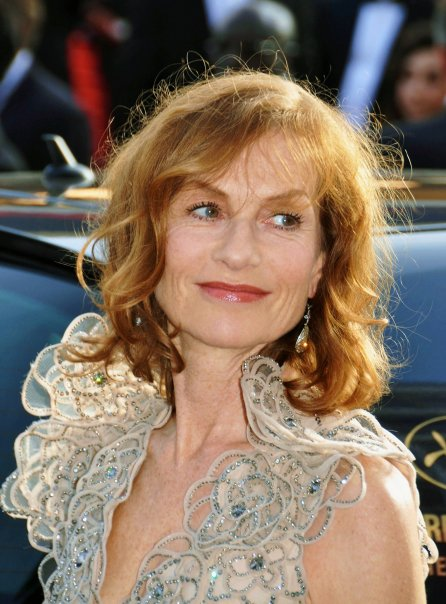
ایزابل هوپر، رئیس هیئت داوران سال ۲۰۰۹

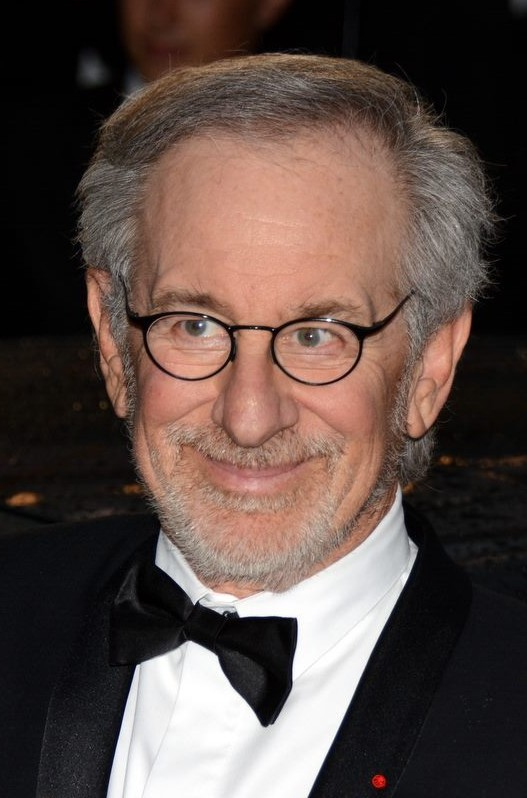
استیون اسپیلبرگ، رئیس هیئت داوران سال ۲۰۱۳

## رؤسای هیئت داوران رقابت اصلی
| سال  | رئیس                                               | ملیت                                               |
| ---- | -------------------------------------------------- | -------------------------------------------------- |
| ۱۹۴۶ | ژرژ هویسمن                                         | فرانسه                                             |
| ۱۹۴۷ | ژرژ هویسمن                                         | فرانسه                                             |
| ۱۹۴۹ | ژرژ هویسمن                                         | فرانسه                                             |
| ۱۹۵۱ | آندره موروا                                        | فرانسه                                             |
| ۱۹۵۲ | موریس ژنووا                                        | فرانسه                                             |
| ۱۹۵۳ | ژان کوکتو                                          | فرانسه                                             |
| ۱۹۵۴ | ژان کوکتو                                          | فرانسه                                             |
| ۱۹۵۵ | مارسل پانیول                                       | فرانسه                                             |
| ۱۹۵۶ | موریس لِمان                                         | فرانسه                                             |
| ۱۹۵۷ | آندره موروا                                        | فرانسه                                             |
| ۱۹۵۸ | مارسل آشار                                         | فرانسه                                             |
| ۱۹۵۹ | مارسل آشار                                         | فرانسه                                             |
| ۱۹۶۰ | ژرژ سیمنون                                         | بلژیک                                              |
| ۱۹۶۱ | ژان ژیونو                                          | فرانسه                                             |
| ۱۹۶۲ | تتسورو فوریکاکه                                    | ژاپن                                               |
| ۱۹۶۳ | آرمان سالاکرو                                      | فرانسه                                             |
| ۱۹۶۴ | فریتس لانگ                                         | اتریش/ آلمان                                       |
| ۱۹۶۵ | اولیویا دی هاویلند                                 | بریتانیا / ایالات متحدهٔ آمریکا                     |
| ۱۹۶۶ | سوفیا لورن                                         | ایتالیا                                            |
| ۱۹۶۷ | آلساندرو بلازتی                                    | ایتالیا                                            |
| ۱۹۶۸ | آندره شامسون                                       | فرانسه                                             |
| ۱۹۶۹ | لوکینو ویسکونتی                                    | ایتالیا                                            |
| ۱۹۷۰ | میگل آنخل آستوریاس                                 | گواتمالا                                           |
| ۱۹۷۱ | میشل مورگان                                        | فرانسه                                             |
| ۱۹۷۲ | جوزف لوزی                                          | ایالات متحدهٔ آمریکا                                |
| ۱۹۷۳ | اینگرید برگمان                                     | سوئد                                               |
| ۱۹۷۴ | رنه کلر                                            | فرانسه                                             |
| ۱۹۷۵ | ژن مورو                                            | فرانسه                                             |
| ۱۹۷۶ | تنسی ویلیامز                                       | ایالات متحدهٔ آمریکا                                |
| ۱۹۷۷ | روبرتو روسلینی                                     | ایتالیا                                            |
| ۱۹۷۸ | آلن جی پاکولا                                      | ایالات متحدهٔ آمریکا                                |
| ۱۹۷۹ | فرانسواز ساگان                                     | فرانسه                                             |
| ۱۹۸۰ | کرک داگلاس                                         | ایالات متحدهٔ آمریکا                                |
| ۱۹۸۱ | ژاک دوره                                           | فرانسه                                             |
| ۱۹۸۲ | جورجو استرلر                                       | ایتالیا                                            |
| ۱۹۸۳ | ویلیام استیرن                                      | ایالات متحدهٔ آمریکا                                |
| ۱۹۸۴ | درک بوگارد                                         | بریتانیا                                           |
| ۱۹۸۵ | میلوش فورمن                                        | چکسلواکی/ ایالات متحدهٔ آمریکا                      |
| ۱۹۸۶ | سیدنی پولاک                                        | ایالات متحدهٔ آمریکا                                |
| ۱۹۸۷ | ایو مونتان                                         | فرانسه                                             |
| ۱۹۸۸ | اتوره اسکولا                                       | ایتالیا                                            |
| ۱۹۸۹ | ویم وندرس                                          | آلمان                                              |
| ۱۹۹۰ | برناردو برتولوچی                                   | ایتالیا                                            |
| ۱۹۹۱ | رومن پولانسکی                                      | لهستان/ فرانسه                                     |
| ۱۹۹۲ | ژرار دوپاردیو                                      | فرانسه                                             |
| ۱۹۹۳ | لویی مال                                           | فرانسه                                             |
| ۱۹۹۴ | کلینت ایستوود                                      | ایالات متحدهٔ آمریکا                                |
| ۱۹۹۵ | ژن مورو                                            | فرانسه                                             |
| ۱۹۹۶ | فرانسیس فورد کوپولا                                | ایالات متحدهٔ آمریکا                                |
| ۱۹۹۷ | ایزابل آجانی                                       | فرانسه                                             |
| ۱۹۹۸ | مارتین اسکورسیزی                                   | ایالات متحدهٔ آمریکا                                |
| ۱۹۹۹ | دیوید کراننبرگ                                     | کانادا                                             |
| ۲۰۰۰ | لوک بسون                                           | فرانسه                                             |
| ۲۰۰۱ | لیو اولمان                                         | نروژ                                               |
| ۲۰۰۲ | دیوید لینچ                                         | ایالات متحدهٔ آمریکا                                |
| ۲۰۰۳ | پاتریس شرو                                         | فرانسه                                             |
| ۲۰۰۴ | کوئنتین تارانتینو                                  | ایالات متحدهٔ آمریکا                                |
| ۲۰۰۵ | امیر کوستوریتسا                                    | صربستان و مونته‌نگرو                                |
| ۲۰۰۶ | وونگ کار وای                                       | هنگ کنگ                                            |
| ۲۰۰۷ | استیون فریرز                                       | بریتانیا                                           |
| ۲۰۰۸ | شان پن                                             | ایالات متحدهٔ آمریکا                                |
| ۲۰۰۹ | ایزابل هوپر                                        | فرانسه                                             |
| ۲۰۱۰ | تیم برتون                                          | ایالات متحدهٔ آمریکا                                |
| ۲۰۱۱ | رابرت دنیرو                                        | ایالات متحدهٔ آمریکا                                |
| ۲۰۱۲ | نانی مورتی                                         | ایتالیا                                            |
| ۲۰۱۳ | استیون اسپیلبرگ                                    | ایالات متحدهٔ آمریکا                                |
| ۲۰۱۴ | جین کمپیون                                         | نیوزیلند                                           |
| ۲۰۱۵ | برادران کوئن                                       | ایالات متحدهٔ آمریکا                                |
| ۲۰۱۶ | جرج میلر                                           | استرالیا                                           |
| ۲۰۱۷ | پدرو آلمودوار                                      | اسپانیا                                            |
| ۲۰۱۸ | کیت بلانشت                                         | استرالیا                                           |
| ۲۰۱۹ | الخاندرو گونسالس اینیاریتو                         | مکزیک                                              |
| ۲۰۲۰ | جشنواره به دلیل همه‌گیری کرونا در جهان، برگزار نشد. | جشنواره به دلیل همه‌گیری کرونا در جهان، برگزار نشد. |
| ۲۰۲۱ | اسپایک لی                                          | ایالات متحدهٔ آمریکا                                |
| ۲۰۲۲ | ونسان لندون                                        | فرانسه                                             |

## رؤسای هیئت داوراندوربین طلایی
| سال  | رئیس                            |
| ---- | ------------------------------- |
| ۱۹۸۷ | موریس لو رو (فرانسه)            |
| ۱۹۸۸ | دنیل دلورم (فرانسه)             |
| ۱۹۸۹ | رف ولونه (ایتالیا)              |
| ۱۹۹۰ | کریستینه بویسون (فرانسه)        |
| ۱۹۹۱ | جرالدین چاپلین (بریتانیای کبیر) |
| ۱۹۹۲ | آندره دلوو (بلژیک)              |
| ۱۹۹۳ | میشلین پرل (فرانسه)             |
| ۱۹۹۴ | مارته کلر (سوئیس)               |
| ۱۹۹۵ | میشل دوویل (فرانسه)             |
| ۱۹۹۶ | فرانسواز فابیان (فرانسه)        |
| ۱۹۹۷ | فرانسوا آرنول (فرانسه)          |
| ۱۹۹۸ | تران آن هونگ (ویتنام)           |
| ۱۹۹۹ | میشل پیکولی (فرانسه)            |
| ۲۰۰۰ | اوتار یوسلیانی (گرجستان)        |
| ۲۰۰۱ | ماریا دی میدیروش (پرتغال)       |
| ۲۰۰۲ | جرالدین چاپلین (بریتانیای کبیر) |
| ۲۰۰۳ | ویم وندرس (آلمان)               |
| ۲۰۰۴ | تیم راث (بریتانیای کبیر)        |
| ۲۰۰۵ | عباس کیارستمی (ایران)           |
| ۲۰۰۶ | برادران داردن (بلژیک)           |
| ۲۰۰۷ | پاول لونگین (روسیه)             |
| ۲۰۰۸ | برونو دومن (بلژیک)              |
| ۲۰۰۹ | رشدی زیم (فرانسه)               |
| ۲۰۱۰ | گائل گارسیا برنال (مکزیک)       |
| ۲۰۱۱ | بونگ جون-هو (کرهٔ جنوبی)         |
| ۲۰۱۲ | کارلوس جیه‌گس (برزیل)            |
| ۲۰۱۳ | آنیس واردا (فرانسه)             |
| ۲۰۱۴ | نیکول گارسیا (فرانسه)           |
| ۲۰۱۵ | سابین آزما (فرانسه)             |
| ۲۰۱۶ | کاترین کورسینی (فرانسه)         |
| ۲۰۱۷ | ساندرین کیبرلن (فرانسه)         |
| ۲۰۱۸ | اورسولا مه‌یر (سوئیس)            |

## رؤسای هیئت داوراننوعی نگاه
| سال  | رئیس                               |
| ---- | ---------------------------------- |
| ۱۹۹۸ | ندارد                              |
| ۱۹۹۹ | لمبرت ویلسون (فرانسه)              |
| ۲۰۰۰ | جین برکین (بریتانیای کبیر)         |
| ۲۰۰۱ | آریان آسکارید (فرانسه)             |
| ۲۰۰۲ | آن فونتن (فرانسه)                  |
| ۲۰۰۳ | عبدالرحمن سیساکو (مالی)            |
| ۲۰۰۴ | جرمی توماس (بریتانیای کبیر)        |
| ۲۰۰۵ | الکساندر پین (ایالات متحدهٔ آمریکا) |
| ۲۰۰۶ | مونتی هلمن (ایالات متحدهٔ آمریکا)   |
| ۲۰۰۷ | پاسکال فران (فرانسه)               |
| ۲۰۰۸ | فاتح آکین (ترکیه)                  |
| ۲۰۰۹ | پائولو سورنتینو (ایتالیا)          |
| ۲۰۱۰ | کلر دنی (فرانسه)                   |
| ۲۰۱۱ | امیر کوستوریتسا (صربستان)          |
| ۲۰۱۲ | تیم راث (بریتانیای کبیر)           |
| ۲۰۱۳ | توماس وینتربرگ (دانمارک)           |
| ۲۰۱۴ | پابلو تراپرو (آرژانتین)            |
| ۲۰۱۵ | ایزابلا روسلینی (ایتالیا)          |
| ۲۰۱۶ | مارته کلر (سوئیس)                  |
| ۲۰۱۷ | اوما تورمن (ایالات متحدهٔ آمریکا)   |
| ۲۰۱۸ | بنیسیو دل تورو (پورتو ریکو)        |